# E-LOGIN
『E-LOGIN』（イー・ログイン）は、エンターブレイン（2000年〈平成12年〉5月号まではアスペクト）が1995年（平成7年）から2003年（平成15年）にかけて刊行していたアダルトゲーム雑誌。2003年12月号をもって休刊となった。パソコンゲーム雑誌『ログイン』の姉妹誌である。表題の綴りは「E-LOGiN」「E Login」など時期により異なる。

## 概要
『ログイン』は『コンプティーク』（角川書店）などの競合誌に比べるとアダルトゲームの記事掲載にはさほど積極的ではなく、広告は掲載していながら、記事ではアダルトゲームを揶揄することもたびたびあった。しかし、『パソコンパラダイス』や『PC Angel』などの専門誌が台頭して来たこともあり、1995年（平成7年）に本誌を創刊。その際、アスキーでなくアスペクトが発行元となり、万一の事態に備えて『ログイン』本誌や『ファミ通』から切り離すことが可能な体制が取られた。
表紙は1995年（平成7年）の創刊から2002年（平成14年）まで中嶋敦子が描き、2003年（平成15年）はみつみ美里が描いた。
休刊後、連載漫画『お姉さまの逆襲』が『TECH GIAN』へ、Webサイトで配信されていたインターネットラジオ『ナイトウィザード通信』（現・『ふぃあ通』）がファーイースト・アミューズメント・リサーチへ引き継がれた。
1999年5月にあった美少女ゲームメーカーのイベント「キャラ・フェス」にて、E-LOGINの編集長によるトークショーがあった。

## アダルトゲーム雑誌重複問題
1996年（平成8年）、アスキーの『TECH Win』より分離する形でアスペクトから『TECH GIAN』が本誌とは別に創刊。かろうじて付録CD-ROMの有無という点で差別化が図られるものの、2000年（平成12年）にアスキーグループのゲーム雑誌関連事業が新会社・エンターブレインへ集約されてからもアダルトゲーム雑誌の重複は解消されなかった。
その後、本誌にもCD-ROMが付属することが多くなる。この頃から新作アダルトゲーム紹介記事中心の『TECH GIAN』に対し、本紙はクリエーターにスポットを当てる、TRPGを紹介するなどの独特の切り口で差別化を図るようになるが、最終的に2003年（平成15年）をもって部数の少ない『E-LOGIN』側が休刊し、8年間に及ぶ重複状態は解消された。
しかし、2005年（平成17年）にエンターブレインが角川グループとなったことから、今度は『TECH GIAN』とメディアワークス（当時）の『DENGEKI HIME』の重複が発生した。2013年（平成25年）のグループ再編によるKADOKAWAへの統合後、2014年（平成26年）に『DENGEKI HIME』側が休刊し、重複状態は解消された。